# Andrij Nowak
Andrij Jurijowycz Nowak, ukr. Андрій Юрійович Новак (ur. 6 grudnia 1988 w Szczecinie, Polska) – ukraiński piłkarz, grający na pozycji bramkarza.

## Kariera piłkarska

### Kariera klubowa
Jako 6-latek przyjechał ze Szczecina na stałe do Iwano-Frankowska. Wychowanek miejscowej DJuSSz-3, barwy której bronił w juniorskich mistrzostwach Ukrainy (DJuFL). Rozpoczął karierę piłkarską w amatorskiej drużynie w miejscowości Łysiec. W sezonie 2005/06 trener Jurij Szulatycki zaprosił do Czornohory Iwano-Frankowsk. Po fuzji z Spartakiem Iwano-Frankowsk został podstawowym bramkarzem Spartaka. Od sezonu 2007/08 występował w klubie Karpaty Lwów. Pierwszy sezon występował w drugiej drużyny Karpat, a potem grał w drużynie rezerw Karpat. W lipcu 2010 powrócił do reorganizowanego klubu Prykarpattia Iwano-Frankowsk. W lutym 2011 został wypożyczony do mołdawskiego FC Tiraspol. Latem 2011 zasilił skład Enerhetyka Bursztyn. Po roku przeszedł do Nywy Tarnopol. W lipcu 2014 został piłkarzem FK Ołeksandrija, w którym grał do końca sezonu 2016/17. 24 czerwca 2017 podpisał kontrakt z cyprujskim klubem Ermis Aradipu. 5 lutego 2018 przeniósł się do Czornomorca Odessa. Latem 2018 został piłkarzem Prykarpattia Iwano-Frankiwsk.

### Kariera reprezentacyjna
W 2008 zadebiutował w młodzieżowej reprezentacji Ukrainy.

## Sukcesy i odznaczenia
- mistrz Ukrainy spośród drużyn rezerwowych: 2010